# Novoselci (Pleternica)
Novoselci is een plaats in de gemeente Pleternica in de Kroatische provincie Požega-Slavonië. De plaats telt 225 inwoners (2001).